# European Management Studies
„European Management Studies”, do 2022 „Problemy Zarządzania” − interdyscyplinarny kwartalnik naukowy wydawany przez Wydział Zarządzania Uniwersytetu Warszawskiego od 2003 roku. 
Każdy z numerów ma określony temat przewodni. W piśmie zamieszczane są materiały o charakterze naukowym, w tym w szczególności:
- artykuły prezentujące z różnych perspektyw badawczych wszelkie problemy zarządzania i ekonomii,
- komunikaty z badań,
- recenzje książek (polskich i zagranicznych).

Kwartalnik znajduje się w wykazie czasopism naukowych prowadzonym przez Ministra Edukacji i Nauki z przyznaną liczbą 70 punktów.

## Rada programowa
Przewodniczący:
- prof. dr hab. Alojzy Nowak (Wydział Zarządzania UW).

Członkowie:
- prof. Bernard Arogyaswamy (Le Moyne College, NY),
- prof. dr hab. Ryszard Borowiecki (Uniwersytet Ekonomiczny, Kraków),
- prof. George Cairns (RMIT, Australia),
- prof. Lothar Cerny (Cologne University of Applied Sciences),
- prof. Barbara Czarniawska (Gothenburg Research Institute, Uniwersytet w Göteborgu),
- prof. dr hab. Marian Gorynia (Uniwersytet Ekonomiczny, Poznań),
- prof. dr hab. Stefan Kwiatkowski (Wydział Zarządzania, UW i Akademia Leona Koźmińskiego w Warszawie),
- prof. dr hab. Krzysztof Konecki (Instytut Socjologii, Uniwersytet Łódzki),
- prof. dr Slawomir Magala(inne języki) (Rotterdam School of Management, Erasmus University),
- dr Julian Mahari (BPH Breakthrough Projects Holding AG, Szwajcaria),
- prof. Jeff Michelman (University of North Florida),
- prof. Gyewan Moon (Kyungpook National University),
- prof. dr hab. Krzysztof Obłój (Wydział Zarządzania, UW),
- prof. Patrick O'Sullivan (Grenoble Business School, Francja)
- prof. Rolf Solli(inne języki) (Göteborg University i Gothenburg Research Institute, Szwecja),
- prof. Victor Starodubrovskij (Międzynarodowy Instytut Zarządzania, Moskwa),
- prof. Jeff W. Steagall (Weber University, Uthah),
- prof. dr hab. Andrzej Szumański (Wydział Prawa i Administracji, Uniwersytet Jagielloński),
- prof. Ruth Taplin (University of Leicester),
- prof. zw. dr hab. Jan Turyna (Wydział Zarządzania UW),
- prof. Janine Wedel (SPP, George Mason University),
- prof. dr hab. Zofia Wysokińska(inne języki) (Instytut Ekonomii, Uniwersytet Łódzki),
- prof. dr hab. Anna Zielińska-Głębocka (Wydział Ekonomiczny, Uniwersytet Gdański).

## Redakcja
- dr hab. prof. UW Beata Glinka,
- dr hab. Przemysław Hensel,
- dr hab. prof. UW Jerzy Wierzbiński (redaktor statystyczny),
- mgr Monika Sikorska (redakcja językowa),
- mgr Amelia Wydra (redakcja językowa),
- mgr Anita Sosnowska (sekretarz redakcji).